# 科魯尼亞山
17°29′15″S 69°51′14″W / 17.48750°S 69.85389°W

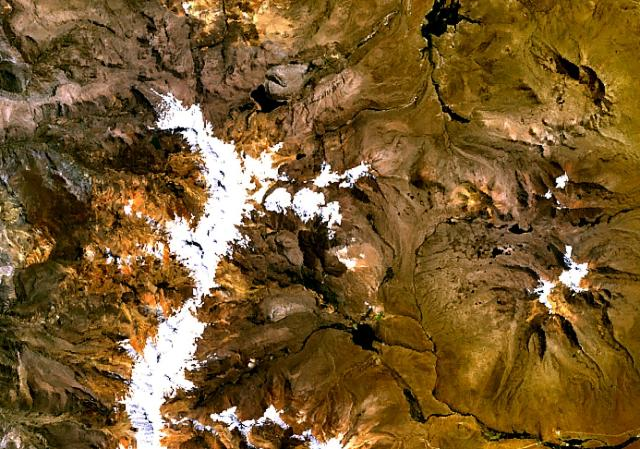

科魯尼亞山（Coruña），是秘魯的山峰，位於該國南部塔克納大區的塔克納省和塔拉塔省，屬於安第斯山脈中巴羅索山脈的一部分，海拔高度5,453米。